# Radio Songs
La Radio Songs (fino al 2014 nota come Hot 100 Airplay e Top 40 Radio Monitor fino al 1991) è la classifica ufficiale dei singoli più ascoltati sulle radio statunitensi, pubblicata settimanalmente da Billboard. Insieme al numero di vendite dei singoli fisici e alla Hot Digital Songs determina la compilazione della Billboard Hot 100. Il brano rimasto più a lungo al primo posto della classifica è Blinding Lights di The Weeknd (26 settimane).

## Storia
L'airplay radiofonico è da sempre uno dei componenti considerati per stilare la classifica generale Hot 100. Prima della nascita della Billboard Hot 100, Billboard pubblicava una classifica dedicata alle radio, una ai singoli e una ai jukeboxe, quest'ultima dismessa a partire dal 1959 per la crescente diminuzione di popolarità dei jukeboxe. Durante gli anni '60 e '70, Billboard ha continuato a raccogliere i dati provenienti dalle emittenti radiofoniche al fine di determinare le posizioni della Hot 100, senza però rendere pubbliche le classifiche radio.
La prima vera classifica radiofonica ha debuttato il 20 ottobre 1984, inizialmente composta da sole 30 posizione e in seguito aumentate di altre 10 il 31 maggio 1986. Le posizioni in classifica venivano stilate prendendo in considerazione le 40 migliori stazioni radiofoniche statunitensi. L'8 dicembre 1990 fa il suo debutto la classifica Top 40 Radio Monitor, composta da 75 posizioni. La classifica Top 40 Monitor è ufficialmente diventata una delle componenti della Hot 100 il 30 novembre 1991.